# Reprezentacja Turcji w piłce wodnej kobiet
Reprezentacja Turcji w piłce wodnej kobiet – zespół, biorący udział w imieniu Turcji w meczach i sportowych imprezach międzynarodowych w piłce wodnej, powoływany przez selekcjonera, w którym mogą występować wyłącznie zawodnicy posiadający obywatelstwo tureckie. Za jej funkcjonowanie odpowiedzialny jest Turecki Związek Piłki Wodnej (TSF), który jest członkiem Międzynarodowej Federacji Pływackiej.